# Zachód Komarnickich

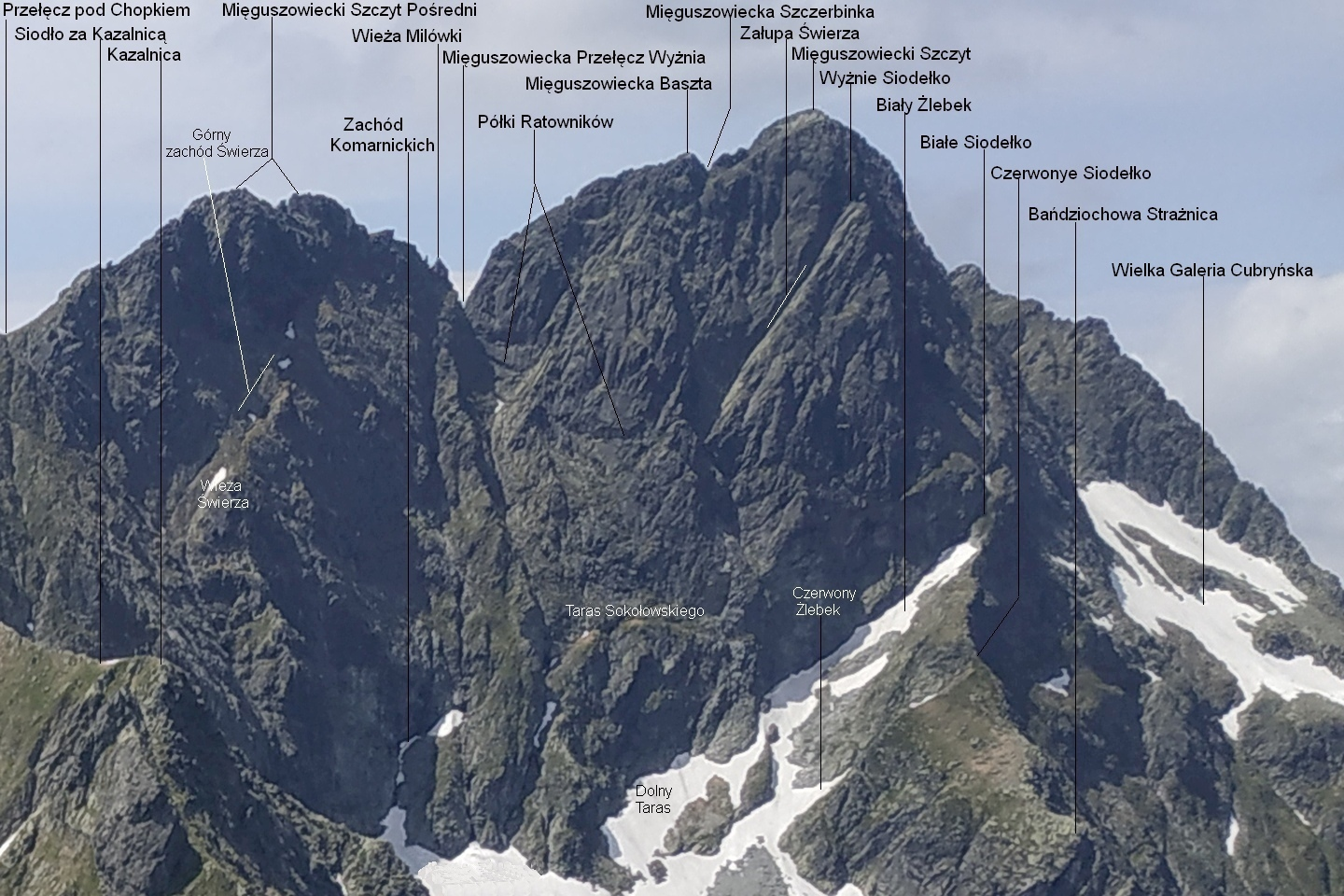

Zachód Komarnickich – olbrzymi zachód na północno-wschodniej ścianie Mięguszowieckiego Szczytu Pośredniego w Tatrach Polskich. Opada z kociołka nad pierwszym progiem Rynny Komarnickich do Bańdziocha. Wbrew pozorom nie jest dolnym jej ciągiem, Rynna Komarnickich bowiem uchodzi innym korytem do żlebu spod Mięguszowieckiej Przełęczy Wyżniej.
Nazwę formacji nadał Władysław Cywiński. Rynną Komarnickich prowadzą drogi wspinaczkowe (lub ich odcinki). Wejście w ścianę w najwyższej części Bańdziocha:
Przez Zachód Komarnickich prowadzi kilka dróg wspinaczkowych (lub ich wariantów):
1. Północno-wschodnim żlebem z ominięciem progu przez północną ścianę Mięguszowieckiego Szczytu Pośredniego (Zachodem Komarnickich i żlebem spod przełęczy na Mięguszowiecką Przełęcz Wyżnią); II w skali tatrzańskiej, czas przejścia 1 godz. 30 min. Pomiędzy Zachodem Ratowników a Górnym Zachodem Świerza droga prowadzi Depresją Mączki;
2. Droga Komarnickich (Rynną Komarnickich i Górnym Zachodem Świerza); Dołem strome trawy, górą lite skały; II, 2 godz.;
3. Droga Ciesielskiego (prawą depresją na Mięguszowiecki Szczyt Pośredni); II, w górnej części II lib V (warianty), 3 godz. 30 min;
4. Droga Komarnickich (Zachodem Komarnickich, Rynną Komarnickich i Górnym Zachodem Świerza). Dołem strome trawy, górą lite skały; II, 2 godz.[2];
5. Droga Machnika i Zakrzewskiego (środkiem ściany na Mięguszowiecki Szczyt Pośredni); V+, 4 godz.;
6. Prawa Ściekwa (przez Prawą Ściekwę na Mięguszowiecki Szczyt Pośredni); V+, 5 godz.;
7. Droga Świerza (Dolnym Zachodem Świerza, siodełkiem nad Wieżą Świerza i Górnym Zachodem Świerza); III, 2 godz. 30 min[2]